# Список монархів Афганістану
У статті подано список монархів Афганістану з 1747 до скасування монархії в країні у 1973 році.

## Дурранійська імперія

### Династія Садозай
| Титул | Ім'я               | Початок        | Завершення     |
| ----- | ------------------ | -------------- | -------------- |
| Емір  | Ахмед-шах Абдалі   | липень 1747    | 16 жовтня 1772 |
| Емір  | Тимур-Шах Дуррані  | 16 жовтня 1772 | 18 травня 1793 |
| Емір  | Земан-Шах Дуррані  | 18 травня 1793 | 25 липня 1801  |
| Емір  | Махмуд-Шах Дуррані | 25 липня 1801  | 13 липня 1803  |
| Емір  | Шуджа-Шах Дуррані  | 13 липня 1803  | 3 травня 1809  |
| Емір  | Махмуд-Шах Дуррані | 3 травня 1809  | 1818           |
| Емір  | Алі-Шах Дуррані    | 1818           | 1819           |
| Емір  | Аюб-Шах Дуррані    | 1819           | 1823           |

## Емірат Афганістан

### Династія Баракзай
| Титул  | Ім'я            | Початок | Завершення    |
| ------ | --------------- | ------- | ------------- |
| Емір   | Хабібулла Хан   | 1823    | 1823          |
| Регент | Султан Мухаммед | 1823    | 1826          |
| Регент | Дост Мухаммед   | 1826    | 1836          |
| Емір   | Дост Мухаммед   | 1836    | 2 серпня 1839 |

### Династія Садозай
| Титул | Ім'я              | Початок        | Завершення     |
| ----- | ----------------- | -------------- | -------------- |
| Емір  | Шуджа-Шах Дуррані | 8 травня 1839  | 5 квітня 1842  |
| Емір  | Фатх-Джан Хан     | 29 червня 1842 | 12 жовтня 1842 |
| Емір  | Шахпур Шах        | 12 жовтня 1842 | грудень 1842   |

### Династія Баракзай (реставрація)
| Титул  | Ім'я                | Початок        | Завершення     |
| ------ | ------------------- | -------------- | -------------- |
| Емір   | Дост Мухаммед       | грудень 1842   | 9 червня 1863  |
| Емір   | Шир-Алі             | 9 червня 1863  | травень 1866   |
| Емір   | Мухаммед Афзаль-хан | травень 1866   | 7 жовтня 1867  |
| Емір   | Мухаммед Азам-хан   | 7 жовтня 1867  | 8 вересня 1868 |
| Емір   | Шир-Алі             | 8 вересня 1868 | 21 лютого 1879 |
| Емір   | Мухаммед Якуб-хан   | 21 лютого 1879 | 12 жовтня 1879 |
| Регент | Мухаммед-Джан       | 12 жовтня 1879 | 31 травня 1880 |
| Емір   | Муса-хан            | 24 грудня 1879 | березень 1880  |
| Емір   | Мухаммед Аюб-хан    | березень 1880  | 31 травня 1880 |
| Емір   | Абдуррахман-хан     | 31 травня 1880 | 3 жовтня 1901  |
| Емір   | Хабібулла-Хан       | 3 жовтня 1901  | 20 лютого 1919 |
| Емір   | Насрулла-хан        | 20 лютого 1919 | 28 лютого 1919 |

## Королівство Афганістан
| Титул  | Ім'я          | Початок        | Завершення    |
| ------ | ------------- | -------------- | ------------- |
| Король | Аманулла-хан  | 28 лютого 1919 | 14 січня 1929 |
| Король | Інаятулла-хан | 14 січня 1929  | 17 січня 1929 |

### Узурпатор
| Титул | Ім'я               | Початок       | Завершення     |
| ----- | ------------------ | ------------- | -------------- |
| Емір  | Хабібулла Калакані | 17 січня 1929 | 13 жовтня 1929 |

### Династія Баракзай (реставрація)
| Титул  | Ім'я               | Початок          | Завершення       |
| ------ | ------------------ | ---------------- | ---------------- |
| Король | Мухаммед Надір-шах | 13 жовтня 1929   | 8 листопада 1933 |
| Король | Мухаммед Захір-шах | 8 листопада 1933 | 17 липня 1973    |